# Pompaire
Pompaire é uma comuna francesa na região administrativa da Nova Aquitânia, no departamento de Deux-Sèvres. Estende-se por uma área de 12,8 km². Em 2010 a comuna tinha 2 051 habitantes (densidade: 160,2 hab./km²).